# 吉姆·赖斯
詹姆斯·爱德华·赖斯（英語：James Edward Rice，1953年3月8日—）曾是美国职棒大联盟的左外野手。他在2009年7月26日被选入棒球名人堂，他也是第103位被全美棒球记者协会选入名人堂的人。

## 棒球生涯
赖斯16年的职业生涯均在波士顿红袜度过，他是继泰德·威廉斯和卡尔·雅泽姆斯基之后红袜队又一位拥有强力打击的左外野手。在1970年代末期，赖斯和弗瑞德·林恩、德怀特·埃文斯（Dwight Evans）组成了棒球史上最好的外野群之一。他一共8次入选全明星赛，并在1978年获得美国联盟最有价值球员奖。赖斯共有7个赛季打击率超过3成，8次打点超过100，4次200支以上的安打，并有11个赛季超过20支全垒打。赖斯生涯一共作为左外野手出场1503次，排名美国联盟第七位，并且一共击出382支全垒打，排名美联第十位。他至今还保持着安打数（2452支）、打点数（1451分）和垒打数（4129个）的红袜队右打者纪录。